# Agrostis delfini
Agrostis delfini é uma espécie de gramínea do gênero Agrostis, pertencente à família Poaceae.